# Yuscarán
San José de Yuscarán ist die Hauptstadt des Departamento El Paraíso in Honduras.

## Geografische Lage
Yuscarán liegt 65 km östlich von Tegucigalpa am Fuß des Cerro Montserrat. Es verfügt über etwa 200 Gebäude kolonialer Architektur, in der Umgebung wuchsen Kiefernwälder.

## Reserva Biológica de Yuscarán
1979 wurde die Reserva Biológica de Yuscarán erklärt, sie umfasst die Cerros El Volcán (1980 m) und Montserrat (1783 m). Die Kernzone umfasst 1,5 Quadratkilometer und liegt über 1800 m, die Randzone hat 20,9 Quadratkilometer.
Die landwirtschaftliche Nutzung wird durch die Reserva nicht gehemmt. Die Reserva ist das Trinkwassereinzugsgebiet von etwa 15 Gemeinden.

## Geschichte

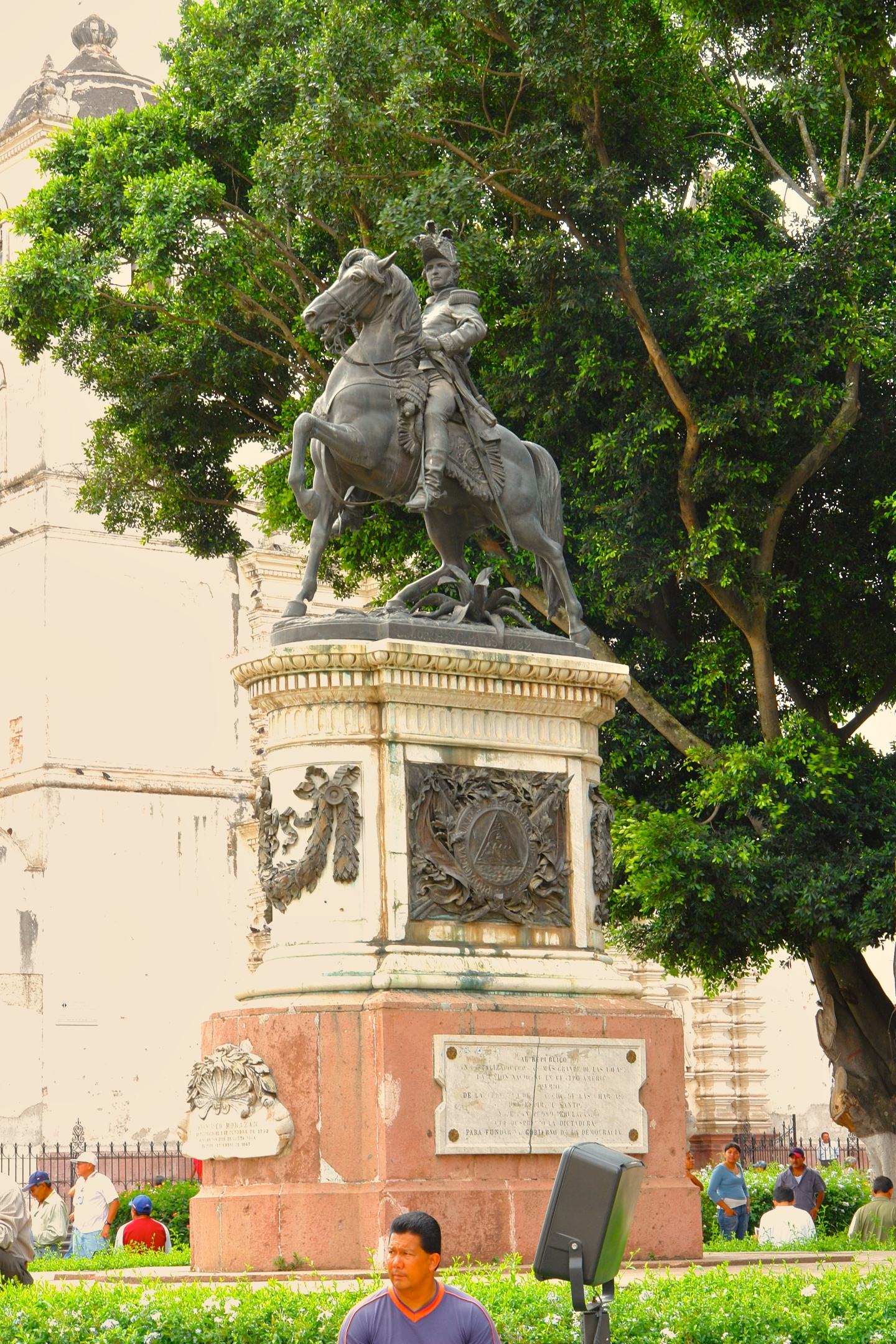
Reiterstandbild von José Francisco Morazán Quezada, der dem vormaligen Sklavenhalter Marcial Bennett eine Fällkonzession für Mahagonigewächse überließ (Standort Parque Central in Tegucigalpa).

In den Gemeinden Orealí und Oropolí wurden vorgeschichtliche Felsmalereien gefunden.
1746 wurde Gold, Silber und andere Edelmetalle gefunden. Was zu einer Besiedlung der Gegend und zur Ausbeutung durch spanische Gesellschaften, wie der 1744 gegründeten Real de Minas de San José de Yuscarán in Ocotepeque, führte.
Die Minen in Honduras heißen Guayabillas, Malacate, Coloal, Gatal, El Plomo, Opoteca, Cuyal, San Martín, Caridad und El Corpus. Sie befinden sich in  Yuscarán und wurden 1771 durch den Landwirt Juan Calvo gefunden. Sie waren im Eigentum der Familie Argeñal, ein Teil wurde 1838 von Marcial Bennett gekauft, welcher sie mit Unterstützung der Regierung von Honduras ausbeutete.
1869 wurde Yuscarán Hauptstadt Departamentos El Paraíso. Der Reichtum der Stadt führte dazu, dass Yuscarán 1898 über eine elektrische Stromversorgung verfügte.
1939 wurde die Distileria El Buen Gusto gegründet. Sie hat heute etwa 120 Beschäftigte. Yuscarán ist für den dort aus dem Zuckerrohr der Umgebung gebrannten Aguardiente, auch Guaro genannt, bekannt. Landesweit bekannt sind auch die Mango- und Mamey-Feiern. Mango und Mamey sind zwei Früchte, welche neben Melonen und Kürbissen in der Region angebaut werden.

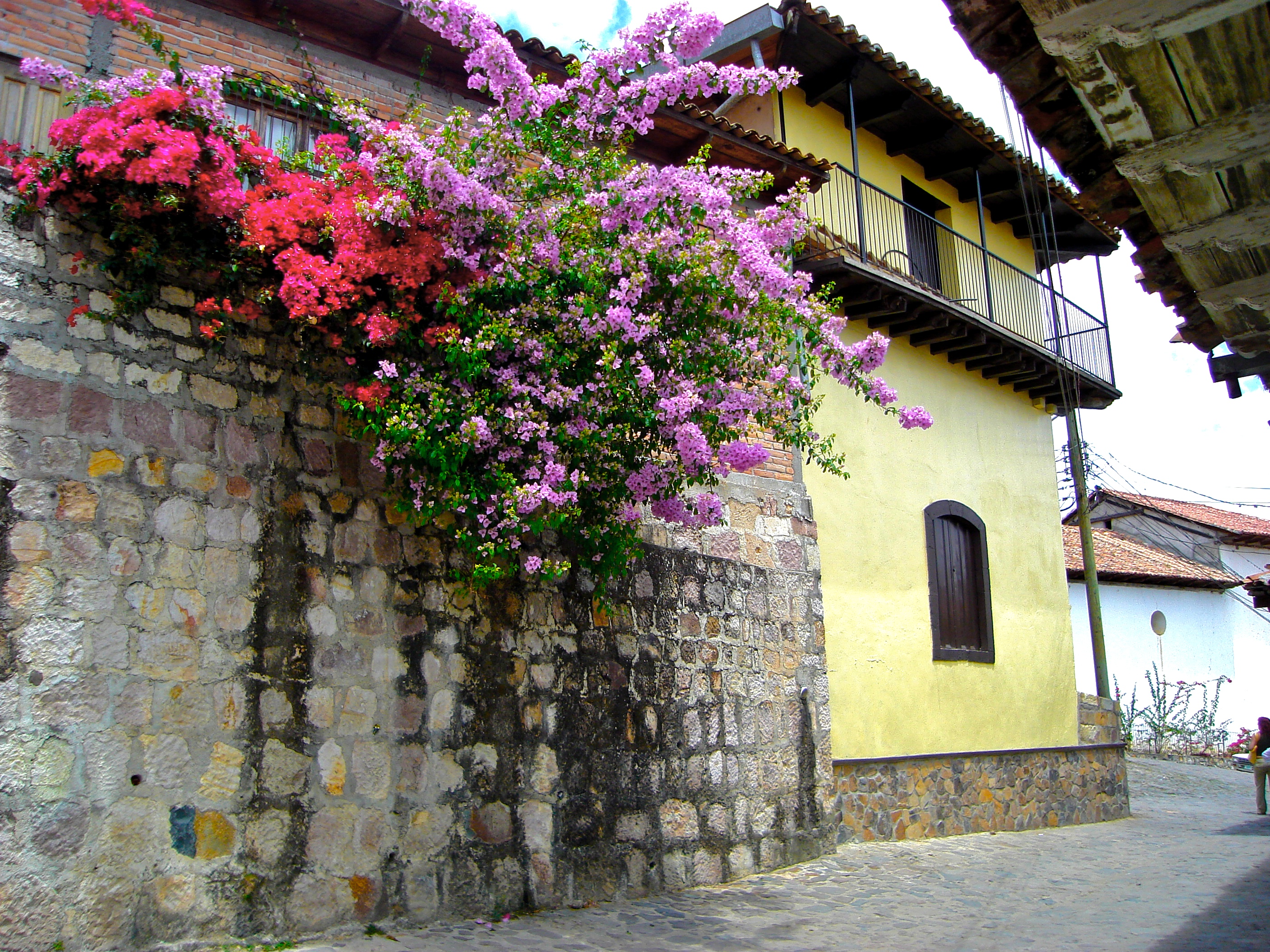
Koloniale Architektur